# Biddulph
Biddulph is een civil parish in het bestuurlijke gebied Staffordshire Moorlands, in het Engelse graafschap Staffordshire. De plaats telt 19.892 inwoners.

## Geboren
- James Wilson (1 december 1995), voetballer

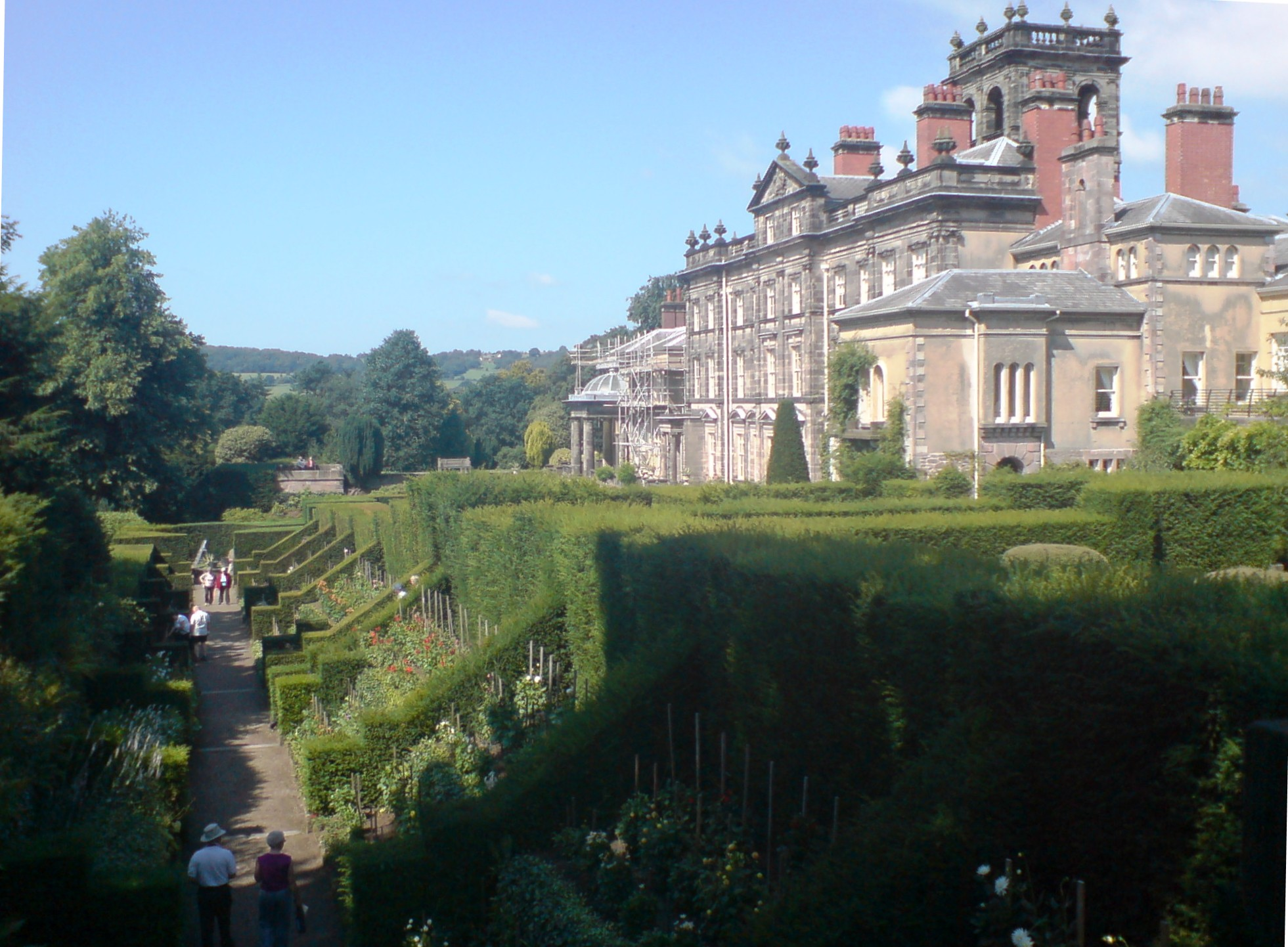
Biddulph Grange